# ديفيد شريدر
ديفيد شريدر (بالإنجليزية: David Schrader)‏ هو عازف الأرغن أمريكي، ولد في 15 سبتمبر 1952.

## وصلات خارجية
- ديفيد شريدر على موقع ميوزك برينز (الإنجليزية)
- ديفيد شريدر على موقع أول ميوزيك (الإنجليزية)
- ديفيد شريدر على موقع ديسكوغز (الإنجليزية)